# Mansa longicauda
Mansa longicauda là một loài tò vò trong họ Ichneumonidae.